# Gilli Smyth
Gillian Mary „Gilli” Smyth (ur. 1 czerwca 1933 w Londynie, zm. 22 sierpnia 2016 w Byron Bay) – angielska poetka, wokalistka i kompozytorka, twórczyni lub współtwórczyni grup Gong, Mother Gong i Planet Gong.

## Dyskografia
Opracowano na podstawie materiału źródłowego.
Albumy solowe:
- Mother (Charly Records, 1978)
- Politico/Historico/Spirito (Voiceprint, 1994)
- It’s All a Dream (Gliss, 2001)
- I Am Your Egg (z Daevidem Allenem i Orlando Allenem; Voiceprint, 2005)
- Paradise (Flamedog Records, 2012)

Gong:
- Magick Brother (BYG Actuel, 1970)
- Camembert Electrique (BYG Actuel, 1971)
- Continental Circus (Philips Records, 1972)
- Flying Teapot (Virgin Records, 1973)
- Angel’s Egg (Virgin Records, 1973)
- You (Virgin Records, 1973)
- Zero to Infinity (Snapper Music, 2000)
- Acid Motherhood (Snapper Music, 2004)
- 2032 (G-Wave, 2009)
- I See You (Madfish Music, 2014)

Mother Gong:
- Fairy Tales (Charly Records, 1979)
- Robot Woman (Butt, 1981)
- Robot Woman 2 (Shanghai, 1982)
- Robot Woman 3 (Shanghai, 1986)
- Wild Child (Voiceprint Records, 1991)
- Eye (Voiceprint Records, 1994)